# ماركوس جبريل
ماركوس جبريل (بالألمانية: Markus Gabriel)‏ هو فيلسوف ألماني، ولد في 6 أبريل 1980 في رماغن في ألمانيا.، تنطلق فلسفته من إنجازات المثالية الألمانية بداية من كانط وحتى هيجل مرورًا بفشته وشيلينج، وشعاره المنطقي يتمثل في لا وجودية العالم.

## وصلات خارجية
- ماركوس جبريل على موقع IMDb (الإنجليزية)
- ماركوس جبريل على موقع مونزينجر (الألمانية)